# Lentföhrden
Lentföhrden település Németországban, Schleswig-Holstein tartományban. Lakosainak száma 2669 fő (2023. december 31.).

## Népesség
A település népességének változása:
| Lakosok száma | 1577 | 2603 | 2621 | 2651 | 2679 | 2669 |
|               | 1975 | 2017 | 2019 | 2021 | 2022 | 2023 |